# The Brass Teapot
 (août 2025).
Si vous disposez d'ouvrages ou d'articles de référence ou si vous connaissez des sites web de qualité traitant du thème abordé ici, merci de compléter l'article en donnant les références utiles à sa vérifiabilité et en les liant à la section « Notes et références ».
Pour plus de détails, voir Fiche technique et Distribution.
The Brass Teapot est un film américain réalisé par Ramaa Mosley (en), sorti en 2012.
Il s'agit d'une adaptation d'une nouvelle de Tim Macy publiée sur Internet ; Macy et la réalisatrice ont d'abord développé ensemble une adaptation en comics avant de coécrire le scénario du film.
Le film a été projeté pour la première fois lors du Festival international du film de Toronto 2012.

## Synopsis
Un jeune couple, John (Michael Angarano) et Alice (Juno Temple), découvre une théière magique qui fait apparaître de l'argent à chaque fois que quelqu'un souffre à ses côtés. Mais le douloureux objet attire bien des convoitises… 

## Fiche technique
- Réalisation : Ramaa Mosley (en)
- Scénario : Tim Macy et Ramaa Mosley
- Musique : Andrew Hewitt (en)
- Direction de la photographie : Peter Simonite
- Montage : Ryan Folsey
- Costumes : Malgosia Turzanska
- Effets spéciaux : Resolution L.A
- Production : Ramaa Mosley, Kirk Roos, Darren Goldberg, James Grave
- Sociétés de distribution : Magnolia Pictures, Star Films, Earth Star Entertainment, Falcon Films, Pandastorm Pictures
- Pays de production :  États-Unis
- Durée : 101 minutes
- Genre : comédie et fantastique
- Dates de sortie :
  - Canada : 8 septembre 2012 (festival de Toronto)

## Distribution
- Juno Temple (VF : Nathalie Bienaimé) : Alice
- Michael Angarano : John
- Alexis Bledel (VF : Pamela Ravassard) : Payton
- Alia Shawkat (VF : Laurence Mongeaud) : Louise
- Bobby Moynihan : Chuck
- Ben Rappaport : Ricky
- Billy Magnussen (VF : Sylvain Agaësse) : Arnie
- Steve Park : Dr Li Ling
- Lucy Walters : Mary
- Claudia Mason (en) (VF : Sabeline Amaury) : Donna
- Debra Monk : Trudy
- Jack McBrayer (VF : Jean Rieffel) : Joe
- Matt Walsh (VF : Richard Leroussel) : l'antiquaire
- Thomas Middleditch : Habab
- Rebecca Darke : Mollia
- Cristin Milioti : Brandi

## Accueil
La réception critique du film est mitigée. Le site Film.com dit du film que, malgré les moments parfois inégaux, The Brass Teapot reste un divertissement agréable.